# Michael Francis Perham
Michael Francis Perham (* 8. November 1947 in Dorchester; † 17. April 2017) war ein britischer anglikanischer Geistlicher. Er war von 2004 bis 2014 Bischof von Gloucester.

## Leben und Karriere
Perham besuchte von 1959 bis 1965 die Hardye’s School in Dorchester in der Grafschaft Dorset. Er studierte von 1971 bis 1974 Theologie am Keble College der University of Oxford. Dort erwarb er 1974 einen Bachelor of Arts und 1978 einen Master of Arts. Zur Vorbereitung auf das Priesteramt besuchte er von 1974 bis 1976 das Ripon Theological College in Cuddesdon. Er wurde 1976 zum Diakon und 1977 zum Priester geweiht. Von 1976 bis 1981 war er als Hilfsvikar an St Mary's im Londoner Stadtteil Addington in Croydon tätig. Von 1981 bis 1984 war er als Hauskaplan des damaligen Bischofs von Winchester, John Taylor, tätig. Von 1984 bis 1992 war Perham Rektor und Dekan (Team Rector) des Dekanats Oakdale in Poole. Von 1992 bis 1998 war er Domgeistlicher und Kantor der Kathedrale von Norwich. In Norwich war er stellvertretender Dekan von 1998 bis 2000. Im gleichen Zeitraum war er der letzte Propst von Derby. Von 2000 bis 2004 war er dort Dekan.
Von 2004 bis 2014 war Perham Bischof von Gloucester. Perhams Diözese wurde ab August 2014 kommissarisch von Martyn Snow geführt. Im März 2015 wurde Rachel Treweek als Diözesanbischöfin von Gloucester Perhams Nachfolgerin. 
Perham war auch als Autor aktiv. Er war verheiratet und hatte vier Töchter. Seine Frau Alison ist Spezialistin in palliativer Pflege.

## Mitgliedschaften und Ehrenämter
Perham hatte während seiner Kirchenlaufbahn außerdem zahlreiche weitere Ämter in kirchlichen Organisationen, caritativen Einrichtungen und sonstigen Gremien inne. 
Von 1979 bis 1984 war Perham Sekretär der Doctrine Commission der Church of England. Er war von 1986 bis 2001 Mitglied der Liturgie-Kommission der Church of England (Liturgical Commission). Von 1988 bis 1992 gehörte er der Erzbischöflichen Kommission für Kirchenmusik (Archbishop's Commission on Church Music) an. Von 1989 bis 1992 und seit 1993 ist er Mitglied der Generalsynode der Anglikanischen Kirche. Von 1990 bis 1997 war er Vorsitzender der gemeinnützigen Hilfsorganisation PRAXIS. Von 1994 bis 2001 war er Vorsitzender der Cathedrals' Liturgy Group. Von 1996 bis 2001 gehörte Perham der Cathedrals' Fabric Commission for England an. Von 1999 bis 2004 war er Mitglied des Erzbischöflichen Rates der Kirche von England (Archbishops Council of the Church of England). Von 1999 bis 2001 gehörte er dem Church Heritage Forum an.
Von 2000 bis 2004 war er Fellow der Woodard Corporation, die ein Netz von anglikanischen Schulen betreibt. Von 2001 bis 2004 hatte er den Vorsitz des Business Committee der Generalsynode der Kirche von England inne. Seit 2002 ist er Mitglied des Leitungsgremiums der Society for Promoting Christian Knowledge (SPCK), die sich der Förderung des christlichen Glaubens widmet, und seit 2006 dessen Vorsitzender.
Seit 2004 war Perham Direktor der Gloucester Heritage Urban Regeneration Company und seit 2005 Präsident des Alcuin Club. Ebenfalls seit 2005 war er Bishop Protector der European Province of the Society of Saint Francis. Von 2007 bis 2009 war er Vorsitzender des Hospital Chaplaincies Council. Seit 2007 war er stellvertretender Vorsitzender des Mission and Public Affairs Council der Church of England, Präsident der Retired Clergy Association und Prorektor des Verwaltungsrates der University of Gloucestershire (Council of the University of Gloucester). Seit 2009 war Perham Mitglied des Department of Health Advisory Board im Rahmen des Programms End of Life Care und Vorsitzender der Direktoriums des Ripon College in Cuddesdon.
2003 wurde er Honorary Fellow der Royal School of Church Music. 2007 bekam er die Ehrendoktorwürde für Philosophie der University of Gloucester verliehen.

## Mitgliedschaft im House of Lords
Perham gehörte vom 27. Oktober 2009 bis zum 21. November 2014 als Geistlicher Lord dem House of Lords an. Er war dort der Nachfolger von Kenneth Stevenson, des aus gesundheitlichen Gründen zurückgetretenen Bischofs von Portsmouth. Zu seinen politischen Interessengebieten zählte Perham die Entwicklung des ländlichen Raums, Verfassungsfragen, das Erziehungswesen, internationale Entwicklungspolitik, Regierung und Verwaltung auf lokaler und nationaler Ebene, Ehe- und Familienpolitik, Frauenpolitik, Stadterneuerung und Wohnungsbau, die Vertretung der Grafschaften der Städte Herefordshire und Shropshire. Als Länder von besonderem Interesse gab Perham Tansania und Indien an.

## Wirken in der Öffentlichkeit
Im Juli 2008 hielt Perham im Rahmen eines Festgottesdienstes zum 60-jährigen Bestehen des National Health Service eine Predigt in Westminster Abbey. Perham würdigte die visiönäre Kraft, die nach dem Zweiten Weltkrieg den Anstoß zum Aufbau des National Health Service gab, lobte die sozialen Errungenschaften des Gesundheitswesens und betonte die entscheidende Rolle des National Health Service bei einer flächendeckenden medizinischen Versorgung.
Perham war am 7. Oktober 2008 bei den Unterzeichnern einer Erklärung, die zum Schutz von Kindern vor seelischer und körperlicher Gewalt aufrief.
Ende 2008 initiierte Perham auf Diözesanebene eine intensive seelsorgerische Zusammenarbeit der Diözese von Gloucester mit der Diözese von West Tansania in Tansania und der Diözese von El Camino Real in den Vereinigten Staaten. Er unterzeichnete später ein Partnerschaftsabkommen. Im Frühjahr 2009 unternahm Perham eine Reise nach Tansania, um die entstandenen Kontakte zu vertiefen. Im Sommer 2009 besuchte Perham die Partnerdiözese in Kalifornien.

## Rücktritt
Im Sommer 2014 gab Perham seinen Rücktritt als Bischof von Gloucester bekannt, nachdem Anschuldigungen gegen ihn bekannt geworden waren er habe in den 1980er Jahren als Priester zwei junge Frauen, eine davon noch minderjährig, sexuell belästigt. Die polizeilichen Ermittlungen in der Sache wurden am 14. Oktober 2014 eingestellt. Am 21. November 2014 trat Perham dann offiziell von seinem Amt als Bischof von Gloucester zurück, damit endete auch seine Mitgliedschaft im House of Lords.

## Veröffentlichungen
- 1978: The Eucharist
- 1980: The Communion of Saints
- 1984: Liturgy Pastoral and Parochial
- 1986: Waiting for the Risen Christ (mit Kenneth Stevenson)
- 1989: Towards Liturgy 2000 (Herausgeber)
- 1991: Liturgy for a New Century (Herausgeber)
- 1991: Welcoming the Light of Christ (mit Kenneth Stevenson)
- 1992: Lively Sacrifice
- 1993: The Renewal of Common Prayer
- 1993: Model of Inspiration (Herausgeber)
- 1997: Celebrate the Christian Story
- 1998: The Sorrowful Way
- 2000: A New Handbook of Pastoral Liturgy
- 2002: Signs of Your Kingdom
- 2005: Glory in our Midst